# Something Corporate
I Something Corporate sono una band alternative rock - emo che viene dalla Contea di Orange. Sebbene loro classifichino la propria musica come piano rock, l'industria li ha catalogati come pop punk.

## Storia
Nel settembre 1998, la voce/piano Andrew McMahon, il bassista Kevin "Clutch" Page, e il batterista Brian Ireland, membri creatori della band Left Here, si unirono con il primo chitarrista Josh Partington e con il chitarrista ritmico Reuben Hernandez per formare i Something Corporate. Il nome della band è un ironico testamento del disdegno dei suoi membri per l'impacchettamento, il comando dell'industria, e perciò la musica "corporativa". La band ha realizzato indipendentemente un CD demo intitolato Ready... Break nel settembre del 2000. Il 27 marzo 2001, i Something Corporate hanno annunciato un cambio ufficiale dello schieramento della band con Hernandez permanentemente rimpiazzato dal suo tappabuchi temporaneo William Tell.
Il quintetto firmò presto con la Drive-Thru Records, che lanciò l'opera del debutto ufficiale della band Audioboxer il 2 ottobre 2001, che fu promosso da tour su scala nazionale, performance in grandi magazzini nei negozi della Tower Records e una comparsa nel The Late Late Show con Craig Kilborn il 25 febbraio 2002. Il criticamente acclamato EP (con il singolo If U C Jordan e il suo video musicale con protagonista l'attore di American Pie Chris Owen) ed una clausola nell'accordo di distribuzione della Drive-Thru Records ha portato ad un contratto con il loro distributore, la MCA, che più tardi si è fusa con la Geffen Records. Il 21 maggio 2002, l'album di debutto dei Something Corporate con la loro etichetta maggiore, Leaving Through the Window, è uscito, contenente i singoli I Woke up in a Car e Punk Rock Princess. L'album ha toccato la #1 nella Billboard Heatseekers chart, la #1 nella Billboard Alternative New Artist e la #101 nella Billboard 200, mentre Punk Rock Princess ha toccato la #33 nella classifica dei singoli nel Regno Unito. Per costruire un ponte nell'interruzione tra Leaving Through the Window e il loro album seguente, i Something Corporate hanno distribuito un video di mezz'ora in DVD, intitolato A Year in the Life il 5 novembre 2002. La compilation EP Songs for Silent Movies di B-side, disponibile solo in Giappone, è uscito il 21 maggio 2003. Leaving Through the Window ha ricevuto vasti consensi sia da parte della critica che dei fan.
Il 21 ottobre 2003, il secondo album completo dei Something Corporate, North, fu distribuito ed ha debuttato al #24 del Billboard 200 con 42 000 copie vendute. Lanciarono l'album con una comparsa nel Jimmy Kimmel Live dell'ABC, cantando le canzoni If You C Jordan e Space, che rimase l'unico singolo dell'album. Il 4 febbraio 2004, i Something Corporate confermarono che William Tell aveva lasciato la band per seguire una carriera solista. Bobby "Raw" Anderson, precedentemente dei River City High, l'ha rimpiazzato come chitarrista della band in tour. Il 20 maggio 2004, i Something Corporate hanno filmato il loro concerto al Teatro Ventura a Ventura (California). Il risultato fu pubblicato nel loro secondo DVD, Live at the Ventura Theater.
Nell'estate 2004, la band stava diventando esausta a causa di anni passati in tour, e decisero di prendersi una pausa. Comunque, la band ha promesso che la pausa non sarebbe stata permanente. Durante l'interruzione, Partington ha formato la band Firescape e ha registrato l'EP di cinque canzoni Rearden's Conscience nel 2005. McMahon, dall'altro lato, ha realizzato un album da solista, Everything in Transit, con il nome di Jack's Mannequin il 23 agosto 2005, un album più focalizzato sul piano che include Tommy Lee dei Mötley Crüe alle percussioni in sette delle undici canzoni. Il giorno che finì la registrazione, Andrew andò dal medico per un mal di gola che gli aveva causato la perdita della voce nel bel mezzo della promozione dell'album. Secondo McMahon, il medico aveva notato dei cambiamenti nella sua salute, ma a quel tempo non pensava che fosse qualcosa di più grave dei sintomi dell'esaurimento causati dal lavorare intere notti per la realizzazione dell'album. Gli è stata diagnosticata una leucemia linfoblastica acuta. Il medico era sorpreso che era ancora in grado di tenersi in piedi, concentrato solo a promuovere l'album come era stato. Tuttavia, egli voleva che l'album di debutto fosse finito e uscisse come pianificato. Subito dopo, subì un trapianto di midollo da sua sorella minore Katie. Il trapianto ebbe successo, e lui subito suonò piccole improvvisazioni sull'informazione sul cancro, inclusa una piccola comparsa da ospite nella serie tv della Warner Brothers One Tree Hill, e alla fine ha lavorato per la sua strada in un tour con gli O.A.R. nell'estate del 2006.
Il 14 ottobre 2006 la band si è riunita per cantare tre canzoni (Konstantine, I Woke Up in a Car e Hurricane) come  "ospiti speciali" al festival Bamboozle Left di Pomona (California).
La band ha fatto un'altra reunion nel 2010.

## Formazione

### Ultima
- Andrew McMahon – voce, piano
- Josh Partington – chitarra solista
- Clutch – basso
- Brian Ireland – batteria

### Ex componenti
- Reuben Hernandez – chitarra ritmica
- William Tell – chitarra ritmica, voce secondaria

## Discografia

### Album in studio
- 2000 – Ready... Break
- 2002 – Leaving Through the Window
- 2003 – North

### Raccolte
- 2010 – Played in Space: The Best of Something Corporate
- 2013 – Icon

### EP
- 2001 – Audioboxer
- 2003 – Songs for Silent Movies (solo in Giappone)
- 2004 – Fillmore Theatre - November 5th, 2003 (dal vivo)

### Tracce non incluse negli album
- 2001 – The Galaxy Sessions
- 2001 – Konstantine, uscito in Welcome to the Family
- 2002 – Forget December, uscito in KROQ's Kevin and Bean presents: Fo' Shizzle St. Nizzle
- 2003 – This Broken Heart, Unravel (cover di Björk) e Watch the Sky, uscito nelle versioni non statunitensi di North (2003)
- 2005 – Just like a Woman (cover di Bob Dylan), uscito in Listen to Bob Dylan: A Tribute

## Videografia
DVD
- 2002 – A Year in the Life
- 2004 – Live at the Ventura Theater